# کهنوج (بخش مرکزی بهاباد)
کهنوج یک روستا در ایران است که در شهرستان بهاباد واقع شده‌است. کهنوج ۱۵۷ نفر جمعیت دارد.